# Sicofanta
Sicofant (o, segons el DIEC i el DCVB, sicofanta, plural llatí sycophantes, del grec antic συκοφάντης) era a l'antiga Grècia un personatge que es dedicava a informar que un altre exportava figues. Curiosament l'exportació de figues havia estat prohibida en un període molt primerenc de la història atenenca, no se sap per quina causa, encara que hi ha qui diu que els atenencs volien les figues només per a ells o, segons altres, la llei es va fer quan les figues es van descobrir. Alguns autors suggereixen que la llei castigava el robatori de figues sagrades. Al cap dels anys la mesura ja no devia ser necessària però la llei va romandre en vigor i els productors de figues es van arriscar a exportar-les il·legalment. Els informadors sobre els que feien això s'anomenaven sicofantes.
Però amb el temps la figura va evolucionar i el nom es va donar a un personatge que no té un nom per definir-lo però era molt conegut pels atenencs i era una mena de barreja d'informador, que està assabentat de tot, acusador, mentider, falsari i encara més coses. Vivia de delatar les ofenses públiques, cosa que d'altra banda era encoratjada per l'Estat i la llei atenesa permetia que qualsevol ciutadà pogués denunciar allò que considerava il·lícit. Si l'acusador guanyava rebia més o menys la meitat del valor del càstig del condemnat.
Les gelosies personals van fer proliferar aquesta mena de gent i fins i tot els grans homes d'estat en van ser víctimes; els que tenien por pagaven fàcilment, cosa que augmentava la recaptació de l'Estat; els que eren culpables pagaven per sortir-se'n; i així els sicofantes se n'aprofitaven, però també els jutges i advocats que incrementaven els seus honoraris, i l'estat que recaptava una gran suma de les multes. Algunes persones importants, per no caure en descrèdit, pagaven als sicofantes abans d'anar a judici, per evitar una acusació pública i salvar la reputació. Alguns sicofantes s'associaven i acusaven en comú i després es repartien els guanys. No cal dir que el perjuri era el més freqüent.
La llei àtica castigava els seus actes: una persona que llançava una acusació falsa contra una altra, que rebia diners per falsejar la veritat en un procés legal, que era subornat per fer falses acusacions, o que conspirava per arruïnar moralment o econòmicament un home innocent, podia ser castigat fortament i se li podia confiscar la propietat; si llançava una causació i després no la continuava, podia ser condemnat a 1.000 dracmes de multa i la pèrdua del dret de llançar una nova acusació; també rebia la mateixa pena si se celebrava el judici i no obtenia per la seva causa almenys 1/5 part dels vots dels jutges. Tots aquests remeis estaven previstos en la llei, però en la pràctica eren poc efectius. Aristòfanes deia: "no hi ha antídot contra la fiçada d'un sicofanta".